# Виноградов, Яков Савельевич
Я́ков Саве́льевич Виногра́дов (1915—1944) — участник Великой Отечественной войны, командир пулемётного взвода 520-го стрелкового полка (167-я стрелковая дивизия, 38-я армия, Воронежский фронт), младший лейтенант. Герой Советского Союза.

## Биография
Родился 12 октября 1915 года на хуторе Оголев, в семье крестьянина. Русский.
Образование начальное. Работал в колхозе.
В Красной Армии — в 1937—1938 годах и с 1941 года. С началом Великой Отечественной войны находился в действующей армии. Член ВКП(б) с 1943 года.
Командир пулемётного взвода младший лейтенант Виноградов особо отличился в битве за Днепр летом-осенью 1943 года. 20 августа в бою за село Великая Чернетчина (Сумская область Украины) взвод Виноградова в числе первых ворвался в траншею противника, уничтожил вражеский дзот. 15 сентября в бою за город Ромны взвод выбил противника из укреплений, успешно отразил контратаку. 26 сентября первым в полку форсировал старое русло Днепра и занял остров юго-восточнее села Вышгород (ныне город Киевской области Украины).
Указом Президиума Верховного Совета СССР от 13 ноября 1943 года за мужество и отвагу, проявленные во время форсирования Днепра и удержании плацдарма на правом берегу реки, младшему лейтенанту Виноградову Якову Савельевичу присвоено звание Героя Советского Союза.
Высокую награду Родины Герой получить не успел. 11 февраля 1944 года немцы атаковали позиции 520-го стрелкового полка у села Шубины Ставы силами до полка пехоты при поддержке 20 танков. При отражении контратаки противника лейтенант Я. С. Виноградов погиб. Похоронен в селе Шубины Ставы Лысянского района Черкасской области.
Награждён орденами Ленина и Красной Звезды, а также медалями.

## Память
- На родине Виноградова, в селе Красногоровка Богучарского района установлен памятник-бюст (автор скульптуры — Дементьев A.M.)[2].
- Одна из улиц Богучара названа именем Героя Советского Союза — Виноградова Якова Савельевича.
- В этом же городе на Аллее Героев ему установлена мемориальная доска[3].